# Jacques Rinn
Jacques Rinn, né le 8 août 1797 (21 thermidor an V) à Auxerre et mort le 12 septembre 1855 à Strasbourg, est un enseignant et administrateur français. Professeur en rhétorique, proviseur au lycée Louis-le-Grand, administrateur au Collège de France et recteur de l'académie de Strasbourg.

## Biographie

### Formation
Né dans une famille plutôt modeste, il est le fils de Jacob Rinn, tailleur établi à Paris. Il est remarqué par Alexis Bintot, maître de pension, qui lui donne une place gratuite dans son institution. Il entre au lycée Condorcet (alors lycée Impérial Bonaparte) où il obtient son baccalauréat ès Lettres. Admis à l'École normale supérieure en 1816, il est licencié en lettres. Il obtient une agrégation de lettres au collège royal d'Orléans en 1819 et enfin un doctorat ès lettres en 1839.

### Parcours professionnel
Il enseigne en rhétorique (classe de 1re) à Orléans (1819-1820) puis de 1821 à 1837 au collège municipal de Sainte-Barbe à Paris (collège Rollin). En 1833, il est nommé maître de conférences pour la Langue et littérature latine à l'École Normale, poste qu'il occupe jusqu'en 1844. Jacques Rinn est nommé en 1836 professeur suppléant d’Éloquence latine à la Faculté des lettres de Paris, en parallèle, il est nommé professeur de rhétorique au lycée Louis-le-Grand. Il y enseigne de 1837 à 1844 et aura comme élève Charles Baudelaire.
Après quatre mois passés comme proviseur du lycée de Versailles, il est nommé, le 7 février 1845, proviseur du lycée Louis-le-Grand, il reste à ce poste jusqu'en janvier 1853, date à laquelle il obtient le poste en titre de professeur d’Éloquence latine au collège de France. Il exerce aussi la fonction d'administrateur du Collège de France en 1853 et 1854 puis doit quitter Paris car nommé recteur de l’Académie de Strasbourg, qui regroupe le Bas-Rhin et le Haut-Rhin, poste qui vient d'être créé en application de la loi du 14 juin 1854 sous le ministère d'Hippolyte Fortoul qui institue seize académies interdépartementales. Jacques Rinn décède en septembre 1855 alors qu'il exerçait cette fonction depuis moins de deux ans.
Le 24 décembre 1846, sa fille, Jenny Marie Rinn, épouse Félix Deltour inspecteur général de l'enseignement secondaire.
Il est nommé chevalier de la Légion d'honneur le 29 avril 1839. À part quelques discours, il n'est l'auteur d'aucunes publications.

## Quelques faits se rapportant à Jacques Rinn au lycée Louis-le-Grand
Lors de son provisorat au lycée Louis-le-Grand, Jacques Rinn doit faire face à plusieurs révoltes d'élèves, chose courante dans la période de la première moitié du XIXe siècle dans les grand lycées parisiens.
- En 1848, une observation adressée à un élève par un sous-directeur déclenche une émeute. Le proviseur est accueilli par des sifflets, un élève est exclu, des affiches sont placardées par les lycéens et l'agitation devient générale. Le proviseur propose sa démission, des inspecteurs généraux sont diligentés et le ministre de l'Instruction lui-même doit s'adresser aux élèves pour rétablir le calme. Mais l'année suivante les récriminations concernant la discipline reprennent. Des jeux interdits ayant été réprimés en récréation des affiches injurieuses envers la direction sont placardées. Rinn n'arrive pas à ramener le calme, le lycée est fermé cinq jours en mars et treize élèves sont exclus.
- En 1852, profitant d'une sortie hors du lycée des élèves, Rinn ordonne une perquisition générale des locaux des internes : des livres interdits sont saisis. Les élèves sont furieux, une révolte très violente se déclenche et le proviseur doit faire appel à l'armée pour rétablir l'ordre. Les pensionnaires sont renvoyés chez leurs parents, le lycée reste fermé pendant cinq jours. Des sanctions sévères sont appliquées : 39 élèves sont exclus de Louis-le-Grand dont 14 avec en plus avec interdiction de s'inscrire dans un autre lycée et de se présenter au baccalauréat. Privation de sortie pour les autres internes jusqu'à la fin de l'année[9].